# Fritz Nachmann
Fritz Nachmann, né le 16 août 1929 à Kreuth, est un lugeur ouest-allemand.

## Carrière
Aux Jeux olympiques d'hiver de 1968 organisés à Grenoble en France, Fritz Nachmann remporte la médaille de bronze de luge en double avec Wolfgang Winkler. Pendant sa carrière, il gagne cinq médailles aux Championnats du monde : l'or en simple en 1963, en double en 1957 et 1958, l'argent en double en 1962 et le bronze en double en 1955. Il est également vice-champion d'Europe en 1967 en simple.